# AC Bellinzona
Associazione Calcio Bellinzona (normalt bare kendt som AC Bellinzona) er en schweizisk fodboldklub fra byen Bellinzona. Klubben spiller i landets bedste liga, den schweiziske Superliga, og har hjemmebane på Stadio Comunale Bellinzona. Klubben blev grundlagt i 1904.

## Kendte spillere
- Kubilay Türkyilmaz
- Igor Budan

## Danske spillere
- Jørn Sørensen